# Segisfredo Luza Bouroncle
Segisfredo Manuel Luza Bouroncle  (Arequipa, Perú, 7 de noviembre de 1928 - Cieneguilla, Lima, 28 de septiembre del 2012) fue un psiquiatra peruano y primer decano de la facultad de psicología de la Universidad Nacional Federico Villarreal.

## Biografía
Nació en Arequipa el 7 de noviembre de 1928, su padre Moisés Luza fue un dirigente aprista que fue perseguido y encarcelado durante los gobiernos militares. Afirmaba que decidió dedicarse a la psiquiatría en un ómnibus, mientras regresaba de un viaje de vacaciones. Anteriormente, había querido ser gastroenterólogo pero se decepcionó de una especialidad que, según él, solo le exigía saber que existía la belladona, el bicarbonato y los antidiarreicos.
Ingresó a Facultad de Medicina de San Fernando en la Universidad Nacional Mayor de San Marcos, en donde inició sus prácticas en cirugía que finalmente lo desalentaron de continuar por esta línea de especialización. Entonces, acostumbrado a lecturas psicológicas, contactó al psiquiatra y docente sanmarquino Honorio Delgado y le confesó su vocación por la psiquiatría. El doctor Delgado le pidió que primero leyera la Psicopatología General de Karl Jaspers y luego regresara para decirle si seguía interesado en esta ciencia. 
Luza leyó los dos libros y regresó para reafirmarle su vocación, de esta manera comenzó su formación en psiquiatría con Honorio Delgado quien lo llevó al hospital mental Victor Larco Herrera de Lima, en donde se inició en el estudio de casos clínicos y terapéuticos. En 1955, se graduó en la Facultad de Medicina de San Fernando con el primer puesto de su promoción. Fue el primer becario peruano, después de la Segunda Guerra Mundial, de la Fundación Alexander Von Humboldt y, en 1957, obtuvo el grado de doctor en psiquiatría en la Universidad de Heidelberg con el título de Doctor Cum Sum Laude. Es en Alemania donde profundiza sus estudios sobre Jaspers, Schneider y en campos como la esquizofrenia, la fenomenología y el existencialismo. 
Inicialmente tuvo una relación con Martha Vértiz, su paciente, en los años 1960. En 1971 fue sentenciado con tres años de prisión por asesinar a su pareja, pero fue indultado por Juan Velasco Alvarado. Es en 1973 que ingresa a trabajar en la oficina central de información (OCI) entidad del gobierno de Velasco dedicada al control y manejo del aparato propagandístico. 
Al regresar al Perú fue el primer decano y profesor principal de la facultad de psicología de la Universidad Nacional Federico Villarreal y fundador de la Sociedad Peruana de Psicología, antecesora del Colegio de Psicólogos del Perú fundado en 1980. 
Segisfredo Luza estuvo casado con Teresa de Rávago con quien tuvo 4 hijas, posteriormente se volvería a casar y tendría otro hijo. Pasó sus últimos años residiendo en Cieneguilla donde finalmente falleció el 28 de septiembre del 2012. Antes de ello publicó un último libro El poder psicosocial editado por la Universidad Alas Peruanas.

## Obras

### Libros
- 2008: "El Poder Psicosocial".
- 2009: "La Experiencia Humana".
- 1990: "Siete retratos interiores".
- 1968: "La Tragedia De Atahualpa".
- 1967: "Homo Captivus".
- 1957: "Homenaje a Honorio Delgado en su 65º aniversario" editado con Leopoldo Chiappo

### Artículos
- 1954: La prueba de Wartegg en la esquizofrenia. Revista de neuro-psiquiatría N°2

### Frases
- «Hay que gobernar el país con la verdad».

## Controversias

### El asesinato de Fare Wanus
En 1966, su historia personal fue atravesada "por un corte transversal" de dramática magnitud al asesinar en su consultorio de 15 balazos a Fare Wanus, un joven pretendiente de Martha Véliz quien era paciente de Luza y que luego se convirtió en su amante. Segisfredo Luza se entregó inmediatamente a la policía generando conmoción en la sociedad limeña debido a que gozaba de un prestigio a nivel académico y profesional, y por la cobertura sensacionalista que se le dio al suceso.
Fue sentenciado a 8 años de prisión y en 1971 escribió una carta dirigida personalmente al presidente Juan Velasco Alvarado en donde le explicó su versión de los hechos ocurridos, y, finalmente este le indultó en 1972.  

### Vínculos con el SIN y Vladimiro Montesinos
Segisfredo Luza fue señalado por muchos de los opositores del gobierno de Alberto Fujimori como uno de los asesores de Vladimiro Montesinos en el SIN que estaba encargado de crear psicosociales (mayormente hechos sobrenaturales) para distraer a la opinión pública sobre sucesos desfavorables para el gobierno en la década de los noventa. Sin embargo, en una entrevista realizada por la revista Caretas en el año 2004 negó esta acusación y señaló que Montesinos pudo haber sido el responsable de haber creado este mito.